# Wirzchosław
Wirzchosław – staropolskie imię męskie. Składa się z członu Wirzcho- ("wierzch, szczyt, czubek") i -sław ("sława"). Może oznaczać "znajdujący się u szczytu sławy". Jego żeńskim odpowiednikiem jest Wirzchosława.
Wirzchosław imieniny obchodzi 10 sierpnia i 26 sierpnia.